# 勒皮诺特尔达姆
勒皮诺特尔达姆（法語：Le Puy-Notre-Dame，法語發音：[lə pɥi nɔtʁ dam] ⓘ）是法国曼恩-卢瓦尔省的一个市镇，位于该省东南部，属于索米尔区。

## 地理
勒皮诺特尔达姆（47°7'31"N, 0°14'6"W）面积16.04 平方千米，位于法国卢瓦尔河地区大区曼恩-卢瓦尔省，该省份为法国西部内陆省份，大致对应安茹地区，北起顺时针与马耶讷省、萨尔特省、安德尔-卢瓦尔省、维埃纳省、德塞夫勒省、旺代省、大西洋卢瓦尔省和伊勒-维莱讷省接壤。
与勒皮诺特尔达姆接壤的市镇（或旧市镇、城区）包括：蒙特勒伊贝莱、圣马凯尔迪布瓦、沃代尔奈、圣马丹德桑宰、洛雷达让通、安茹地区杜埃。
勒皮诺特尔达姆的时区为UTC+01:00、UTC+02:00（夏令时）。

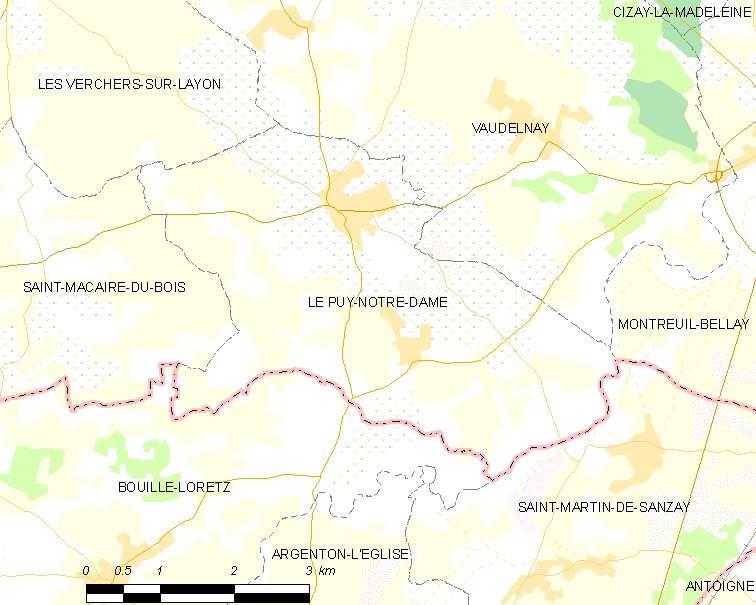
勒皮诺特尔达姆的OSM定位图

## 行政
勒皮诺特尔达姆的邮政编码为49260，INSEE市镇编码为49253。

## 政治
勒皮诺特尔达姆所属的省级选区为安茹地区杜埃县。

## 人口

1962-2008年间勒皮诺特尔达姆人口变化图示

勒皮诺特尔达姆于2022年1月1日时的人口数量为1089人。